# María Bernardeau
María Bernardeau Duato (Madrid, España, 12 de agosto de 2004) es una actriz española. Hija de la actriz Ana Duato y del productor Miguel Ángel Bernardeau, y hermana del también actor Miguel Bernardeau.

## Trayectoria
Desde temprana edad, María mostró una inclinación natural hacia las artes. Tras completar sus estudios secundarios, decidió profundizar en su formación artística cursando Bellas Artes y Diseño de Moda en la Universidad Francisco de Vitoria en Madrid (UFV).
Paralelamente, se formó como actriz en el Centro del Actor y complementó su preparación con cursos especializados como: LAMDA acting in English, curso en la escuela del gesto LECOQ, curso ante la cámara con Cristina Alcázar y curso de voz con Leticia Santa Fe.
Además, ha desarrollado habilidades en canto y diversas disciplinas de danza, como jazz, contemporáneo y moderno.
El debut televisivo de María se produjo a los 12 años, cuando interpretó a la versión joven de Mercedes Fernández, el personaje de su madre en Cuéntame cómo pasó.Esta experiencia le permitió compartir escenas con Ana Duato y adentrarse en el mundo de la actuación profesional. 
Posteriormente, participó en la serie de HIT, emitida por La 1 de Televisión Española, donde realizó una breve aparición que contribuyó a ampliar su experiencia en televisión.
Sin embargo, su papel más destacado hasta la fecha es el de Carlota en Física o química: La nueva generación.En esta producción que se estrenó el 16 de febrero de 2025 en Atresplayer, interpreta a una de las protagonistas, enfrentándose a desafíos propios de la adolescencia en el contexto del renombrado Instituto Zurbarán, ocupado hace años por otra generación de alumnos.

### Otros proyectos
Además de su carrera actoral, mantiene una profunda pasión por las artes plásticas.En su cuenta de Instagram, donde cuenta con 16 mil seguidores, comparte regularmente sus creaciones pictóricas, demostrando su versatilidad y compromiso con diversas formas de expresión artística.

## Vida privada
En el ámbito personal, mantiene una relación cercana con su hermano Miguel. Además, ha forjado una amistad sólida con la cantante Aitana Ocaña, expareja de su hermano. Incluso tras la ruptura entre Aitana y Miguel en 2022, María y Aitana han sido vistas compartiendo momentos juntas, como durante unas vacaciones en Ibiza en agosto de 2024, donde disfrutaron de un paseo en barco junto a amigas.
María Bernardeau ha mantenido su vida personal y sentimental de manera discreta. Aunque ha sido relacionada con varias personas en el ámbito público, la actriz ha optado por no compartir detalles de su vida privada.
En 2025 se informó que María comenzó una relación sentimental con su compañero de rodaje, Miguel Fernández, con quien comparte escenas en Física o química: La nueva generación.
Es sobrina del empresario Joaquín Duato y sobrina segunda del bailarín Nacho Duato.

## Filmografía
Televisión
| Año       | Título                                | Personaje                | Notas |
| --------- | ------------------------------------- | ------------------------ | --- |
| 2017-2023 | Cuéntame cómo pasó                    | Mercedes Fernández joven | 9 episodios (T18.E19 ep. 328, T19.E5 ep. 334, T19.E11 ep. 339, T19.E20 ep. 348, T20.E8 ep. 356, T21.E17 ep. 385, T22.E3 ep. 391, T22.E20 ep. Whisky y T23.E6 ep. 412) |
| 2022      | HIT                                   | Alba                     | 1 episodio, T3.E2 ep. 22 |
| 2025      | Física o química: La nueva generación | Carlota                  | Protagonista; 8 episodios, T1.E1-T1.E8 |